# 大士爺廟
23°33′22″N 120°25′46″E / 23.556021°N 120.429513°E
大士爺廟，是位於臺灣嘉義縣民雄鄉中樂村的廟宇，主祀觀音菩薩，大士爺，為嘉義縣縣定古蹟。

## 沿革
光緒年間，打貓地方人士簡貴、許國瀾等組成神明會「大士爺會」，分為頂街、下街、小普三個大士爺會，每會員出資銀圓壹圓，當時尚未建廟。
因香火鼎盛，1923年，地方人士許滄明、劉廷輝、蔡麟、何立等人，倡議建廟，以1906年梅山地震倒塌的慶誠宮杉木、石珠、石板、石柱、石獅等唐山建材，鳩工建廟，並將中樂村民劉本房屋買下，拆遷後作為廟宇東側土地。1923年以重建「慈濟寺」之名義建立。完成後將震塌的慶誠宮媽祖、陳聖王廟開漳聖王合祀於殿內。
在台灣人的信仰中，大士爺算是極少數沒有具體甚至固定形雕像讓信徒膜拜的神祇，每年只在中元普渡祭祀時才以色紙糊成傳說中的兇惡模樣。此廟的大士爺過去也僅以牌位供奉。建成後，日本政府鐵道局順應地方士紳之要求，於每年大士爺祭典期間，北起斗六（一說彰化、員林）、南至新營對開加班火車，以方便信眾祭拜。1930年重修。二次大戰期間，1945年2月14日下午，一顆炮彈偏離轟炸目標民雄放送所，在此廟前爆炸，一塊砲彈碎片射入廟內嵌在迴廊斗拱的橫樑上，躲入廟中的民眾則無傷。目前嵌著砲彈碎片的橫梁仍置於廟中展示。
戰後廟址為中樂路81號。1985年被列為三級古蹟，翌年更名「大土爺廟」。1980年代末發生十八尊羅漢被竊。
1992年底，廟方開始規劃修護工程。1996年由李政隆建築事務所負責古蹟調查研究計畫與修復計畫，1999年6月17日開工，但因九二一地震與1022嘉義地震損害而變更設計，遭921地震、1999年嘉義地震。但再辦理變更設計，且牽涉追加工程金額逾50%以上不得採限制性招標及逕洽原承包廠商議價等問題，致須終止原契約重新辦理發包事宜。李政隆所提修復計畫未能獲得審查委員認可，全案拖延一年多，引起信徒不滿，於是2001年6月26日文化局召開審查會。2002年9月10日，修護正式動工，耗資新臺幣2637萬元，由內政部補助總經費九成，廟方自籌款約200多萬元，董事長許英訓邀請縣文化局文化資產課長張正言、民雄鄉公所社會課長吳秀紋等人參加動工儀式。修護項目包括三川殿整修、前後過水廊及丹墀修復、正殿修護、後殿及耳房修復、龍虎邊配殿修復、蟲蟻防治、水電、消防及環境整理等工程，但因承包商拆卸屋樑時發現實際腐朽情形與設計有諸多不符之處，遂2003年5月1日起停工辦理變更設計，縣府再召開三次變更設計審查會通過修正案，追加工程費約五百萬元。2005年11月27日修護完工，重開廟門。
2005年完工後，廟方將在1999年於民雄鵝肉街設立臨時廟宇的虎爺神像、慶誠宮的開基虎爺一同入廟。同年12月6日，安座軟身木雕大士爺神像，改變此廟無大士爺神像的歷史。廟內人員依然對大士爺應不應該有神像的意見紛歧，遂均收藏在正殿神龕左側，平常信眾無法參拜。
經過十幾年，廟身正殿背牆出現水平、垂直橫貫裂縫，還有屋漏、木朽及壁裂。經由修復文化部核定2500萬元經費，其餘由廟方自籌，由建築師張玉璜規畫設計，2021年2月再度動工，次年11月30日入火安座。
大士爺廟是採五開間，正殿主祀大士爺，正殿配殿左邊祭祀開漳聖王陳元光和陪祀，右邊祭祀開台聖王鄭成功和陪祀甘輝、萬里兩將軍，右邊配殿前方另祀的虎爺將軍；後殿主祀三寶佛、文昌帝君及武財神。原後殿的媽祖已移回大士爺廟斜對面的慶誠宮。

## 祭祀
大士爺普渡祭是民雄鄉中樂、西安、東榮三村的宗教盛會。在1916年報導時，嘉義打貓大士爺就已與嘉義城隍爺、北港媽祖、大莆林水鬼齊名。大士爺、民雄鬼屋、柳相士被譽為「民雄三寶」。
此祭源自乾隆年間，因常發生泉漳械鬥，雙方議和後商定於七月間為死者超度。但漳州與泉州人不願同時祭拜，又當時並無建廟，耆老乃以祭場為中心，住東側的庄眾以農曆七月一日起三天舉拜稱為「頂街大士爺普」的祭祀，住西側的庄眾以七月廿一日起三天舉行稱為「下街大士爺普」的祭祀，兩者統稱「大普」，各行其是。後來增加月底的小普，又稱「囝仔普」，是相傳大普時擺普渡祭品的孤棚傳出小孩子的嬉鬧與哭泣聲，一些小孩有被沖煞情形，法師認應另予祭祀，而定月底前一日為「小普」。頂街、中元、下街、小普供祀之紙紮物有別，擺置地點也不同，除下街外僅擺男堂、女室及觀音亭，小普的大士爺紙紮神像則是童稚臉。
戰後初期，政府推行節約拜拜運動，鄉長何甘棠乃將這些祭祀統一於下街的七月廿一日起三天舉行。這三日，廟宇周邊夜市攤商會有多家攤販專賣雨具，較普遍講法是祭典期間必會下雨。廟方說應是業者為吸引人潮所衍生的說法。
普度為水陸兩路大普度，陸上孤魂有燈篙指引，水中孤魂則由水燈接引。主要普度單位有五個，合稱「五大柱」。廟董許錦棟表示，紙紮的大士爺像採坐姿、手持四角形旗、頭頂有觀音大士圖像，藍色臉、紅色長舌頭。神像完成後，先置民雄國小禮堂，等待農曆七月二十一日開光，坐鎮法會會場時，此紙像會不斷點頭。隨大士爺紙紮神像同時擺設的紙紮物，有翰林院、男堂、女室、三界亭、觀音亭、山神、土地神等。次日（農曆七月二十二日）下午進行水路普渡，水燈施放地點為民雄鄉文隆村鴨母坔，文隆橋畔。第三日（農曆七月二十三日）下午士爺普度開香後，晚上11點開始恭送大士爺火化升天。該晚，以三天來信眾所拜拜的冥紙，堆積於曠地點燃後，將大士爺紙紮像及翰林院、男堂、女室，連同隨護的土地、山神一併焚化。火化地點為中山高速公路民雄交流道附近的福權村外的大士爺昇化場。
2000年代初，在許英訓建議下，廟方恢復中斷數十年的囝仔普。廟方會採買玩具、糖果餅乾做為祭品，囝仔普結束後，送給鄉立托兒所、幼稚園孩童。

## 外部連結
- 財團法人嘉義縣民雄鄉大士爺廟 （页面存档备份，存于）
- 大士爺廟——文化部文化資產局 （页面存档备份，存于）